# Kieźliny
Kieźliny (Duits: Köslienen) is een plaats in het Poolse district  Olsztyński, woiwodschap Ermland-Mazurië. De plaats maakt deel uit van de gemeente Dywity en telt 1270 inwoners.